# Arrondissement Bressuire
Arrondissement Bressuire je francouzský arrondissement ležící v departementu Deux-Sèvres v regionu Poitou-Charentes. Člení se dále na 7 kantonů a 62 obcí.

## Kantony
- Argenton-les-Vallées
- Bressuire
- Cerizay
- Mauléon
- Saint-Varent
- Thouars-1
- Thouars-2